# Alagwa (langue)
L’alagwa est une langue couchitique parlée en Tanzanie au nord de Kondoa.

## Grammaire

### Ordre des mots
Les phrases en alagwa ont un ordre généralisé [Sujet X Auxiliaire Y Verbe Z], et les éléments de la phrase autres que le sujet apparaissent dans les positions marquées X, Y et Z, en fonction de leur statut d’information dans la clause. Les nouveaux éléments tendent à apparaître dans la position post-verbale, Z, tandis que les anciennes informations apparaissent dans la position pré-auxiliaire, X.
L’exemple suivant (Kiessling 2007:138) montre le nom « yaawáa » (dot) introduit comme nouvelle information après le verbe dans la première phrase et répété comme ancienne information avant l'auxiliaire « ningi » dans la deuxième phrase.
| makimoo-w-ód,                                                            | ning-aa          | xay-ee’      | ningi    | bu’-i-yee’  | yaawáa |
| guy-M-D                                                                  | SEQ:S3-ABL       | come:3-PF.PL | SEQ:S3   | pay-3-PF.PL | dowry  |
| « Ce type, ils [c’est-à-dire les lions] sont venus et ont payé la dot. » |                  |              |          |             |        |
| maa                                                                      | dende’ee-w-ós    | yaawáa       | ningi    | bu’-i-yee’  |        |
| so                                                                       | folks-N-3SG.POSS | dowry        | SEQ:O3PL | pay-3-PF.PL |        |
| « Ses parents ont payé la dot. »                                         |                  |              |          |             |        |